# هي زيهوي
هي زيهوي أو هو زاه-وي (بالصينية: 何泽慧) (ولدت في 5 مارس عام 1914 -وتوفيت في 20 يونيو عام 2011)، هي عالمة فيزياء نووية صينية عملت لتطوير واستغلال الفيزياء النووية في ألمانيا والصين.

## النشأة والتعليم
ولدت هي زيهوي في مدينة سوجو في عام 1914. تعلمت في 振華女中 وهي المدرسة السابقة لمدرسة سوجو المتوسطة رقم 10، حيث كانت مهتمة بالعديد من المواد، وكانت مشتركة في فريق الكرة الطائرة. تشتهر أسرتها بإخراج ثلاثة عالمات مرموقات. فبالإضافة إلى هي زيهوي، كانت أختها الكبرى هي يزهين عالمة في المطيافية والعلوم المادية، وأختها الصغرى هي زينغ (何泽瑛) كانت عالمة نبات مرموقة. كانت هي زيهوي ابنة عم وانغ مينغ-تشين، ولُقبت السيدتان بـ«السيدة ماري كوري الصينية».
تخرجت هي زيهوي من جامعة تسينغ هوا في بكين في عام 1936، بدرجة علمية في الفيزياء. ذهبت بعد ذلك للدراسة في جامعة برلين للتكنولوجيا، حيث كانت الأولى على دفعتها لتتفوق بتلك النتيجة على زوجها المستقبلي تشيان سان تشيانغ.

## الحياة المهنية
أرسلت هي زيهوي إلى ألمانيا لأن الألمان كانوا مهتمين بتكنولوجيا المعدات الحربية. نالت درجة الدكتوراه في الهندسة في عام 1940، وكانت أطروحتها تتعامل مع طريقة جديدة لقياس سرعة طلقات السرعة. درست هي زيهوي الفيزياء النووية لعدة سنوات في ألمانيا أثناء عملها لسيمنز قبل الانضمام إلى جمعية القيصر فيلهلم لتقدم العلوم (المعروفة الآن بمعهد ماكس بلانك للأبحاث الطبية) في هايدلبرغ في عام 1943. قدمها فريدريك باشين، صاحب مكان عملها، والذي أصبح أباها بالتبني بعد ذلك، إلى فالتر بوته، أول من بنى مسرعًا دورانيًّا في ألمانيا. استطاعت هي زيهوي دراسة الجزيئات المشعة والأشعة الكونية بمساعدة بوته، وعملت على تكنولوجيا الغرفة السحابية لهاينز ماير-ليبنتز.
نُشرت أعمالها في المجلة العلمية المرموقة نيتشر، (نيتشر 1945، العدد 156، الصفحة 543) بعد تقديمها للورقة العلمية في بريستول حول عملها مع هاينز ماير-ليبنتز وبوته، شملت الورقة أول صورة لتبعثر الإلكترون-بوزيترون. ذهبت مع زوجها تشيان سان تشيانغ بعد الحرب العالمية الثانية إلى باريس، في معهد ماري كوري في عام 1946. درست هي زيهوي وأكدت ظواهر الانشطار النووي، ثم عاد الزوجان إلى الصين في عام 1948.
أثناء إقامتهما في باريس، قامت هي زيهوي وزوجها تشيان بعدد من الاكتشافات العظيمة في حقل انشطار اليورانيوم. (الانشطار هو تفاعل نووي، وفيه تنقسم جزيئات النواة إلى جزيئات صغرى.) سببت تلك الاكتشافات هزة في العالم، وربحت من خلالها هي زيهوي وزوجها سمعة في الأوساط العلمية. تسميهما العديد من وسائل الإعلام الغربية بـ«ماري كوري وبيير كوري الصين.»
عندما عاد الزوجان إلى الصين، توظفت هي زيهوي في الأكاديمية الوطنية للبحث العلمي في بكين، لتكون الزميلة الوحيدة للمعهد في البحث النووي. قررت هي زيهوي مع زوجها البقاء بعد سيطرة الشيوعيين على السلطة في الصين، وبالرغم من علاقاتهما الأجنبية، نال زوجها امتياز قضاء وقت كبير بالخارج مع المعدات العلمية. عملت هي زيهوي كباحثة مع ثلاثة مؤسسات تحت الأكاديمية الصينية للعلوم، وهم معهد الفيزياء وهيئة الطاقة الذرية الصينية ومعهد الفيزياء عالية الطاقة. ووقت ما كانت هي زيهوي نائبة رئيس كل من هيئة الطاقة الذرية الصينية ومعهد الفيزياء عالية الطاقة.
طلبت الحكومة الصينية من زوجها تطوير قنبلة نووية لصالح الصين في عام 1955. في السنة التالية، فازت هي زيهوي بالمركز الثالث في جائزة العلوم التي تقدمها الأكاديمية الصينية للعلوم لعملها في صنع لوح هلامي نووي.
قادت هي زيهوي بعد ذلك مكتب البحث العلمي في فيزياء النيوترون، وهو مناظر صيني لمعهد الطاقة الذرية. عملت هي زيهوي على الكثير من المشكلات المتعلقة بالأسلحة النووية واختبارها. قامت الدولة الصينية ببناء أول مفاعل نووي ومسرع دوراني بمساعدة روسية في خمسينات القرن الماضي، وطوروا قنبلة نووية وقنبلة هيدروجينية، ونجحت كلتاهما في الاختبار في الستينات.
بدأت الثورة الثقافية في عام 1966 وكان لهي القليل من الفعاليات العامة حتى عام 1973. حولت هي زيهوي اهتمامها بعد ذلك إلى الأشعة الكونية والفيزياء الكونية عالية الطاقة. وأصبحت قادرة على السفر وكونت علاقات دولية أثناء زيارتها لألمانيا، وسيرن، وغيرها من الدول.

## الجوائز
استمرت هي زيهوي بالعمل خلال حياتها في فيزياء الطاقة العالية. وانتُخبت للأكاديمية الصينية للعلوم في عام 1980. أصبحت رمزًا في الصين. تُسمى المختبرات العلمية في مدرستها القديمة على اسمها احتفالًا بها.

## الحياة الشخصية
توفى زوجها في عام 1992. كان لهما ثلاث أطفال؛ بنتين وولد. ماتت هي زيهوي في بكين في عام 2011، بعمر 97 عامًا.

## السعي للمساواة الجندرية
ساهمت هي زيهوي بصفتها عالمة، بإنجازاتها، وخلال المعاناة التي تعرضت لها خلال حياتها في الانحيازات المتزايدة ضد النساء، في المساواة بين الرجل والمرأة. طالبت هي زيهوي دائمًا بالمساواة في الحقوق لها ولغيرها من النساء.
كان لعائلة هي تاريخ من النضال لأجل الديمقراطية والمساواة، إذ اعتقدت العائلة أن العلم هو سبيل حل مشكلات الأمة. كانت جدة هي، شي شانغدا، مناضلة نسوية. ساعدت شي في تأسيس العديد من المنظمات النسوية في مسقط رأسها في سوجو.
شجعت النساء الصينيات على التوقف عن ممارسة ربط القدم الشائعة في الصين، من أجل المحاربة لصالح مشاركة المرأة في المجتمع. وأكدت على أهمية تحلي النساء بالثقة والاستقلال. في عام 1906، أسست شي مدرسة للبنات في مدينة سوجو. ونتيجة تأثير جدتها عليها، اعتقدت هي زيهوي منذ الصغر أن الرجال والنساء يجب أن يكونوا متساويين.
في عام 1932، كان عمر هي زيهوي 18 عامًا، تقدمت حينها إلى قسم الفيزياء في جامعة تسينغ – هوا. وبالرغم من موافقة الجامعة على دخول النساء لها في عام 1928، جادل رئيس قسم الفيزياء في الجامعة بأن النساء غير قادرات على تعلم الفيزياء. حاول العميد يي إقناع الطالبات إلى التحول لدراسة مجالات أخرى. لكن هي زيهوي أصرت على دراسة الفيزياء، وأصبحت في النهاية من أنبغ الطلاب في القسم. دعتها الجامعة بعد أن أصبحت عالمة فيزياء لكتابة خطاب، كتبت فيه هي زيهوي «يجب أن يعامل كل الرجال والنساء بمساواة».
في الصين، سيطر الرجال على دراسة الفيزياء، كما كان الواقع ذات مرة في الغرب. إلا أن هي زيهوي كانت استثناءً. ذهبت هي زيهوي إلى ألمانيا من أجل مساعدة دولتها لإنتاج أسلحة بالستية.
كرست هي زيهوي حياتها في مكافحة الظلم الجندري. كما أنها علمت الأجيال الأصغر إيديولوجيتها. في ديسمبر عام 1984، كتبت الرسالة التالية في مجلة لطلاب المدرسة المتوسطة: «أيها الصغار، خاصة النساء الصغيرات، لا يجب عليكم الاستسلام لفخ العادة. عليكم العمل باجتهاد، لبناء دولتكم وازدهارها، لتكون دولة قوية، والمساهمة في تطورها العلمي.»